# Trehjulig motorcykel

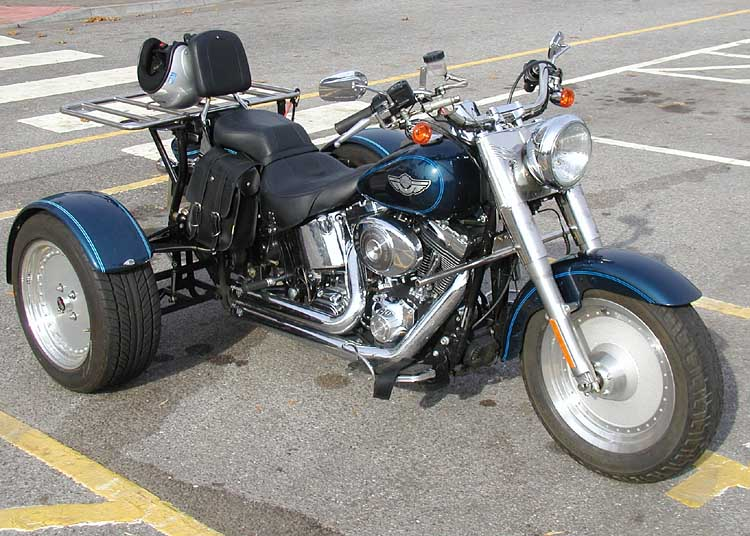
En Harley-Davidson Trike.

Trehjulig motorcykel, även kallad trike, är ett trehjuligt fordon som oftast registreras som en tung motorcykel med två bakhjul istället för det vanliga enda bakhjulet. Fram till 1999 kunde fordonet registreras som bil och föraren har då valmöjligheten att använda antingen hjälm som på ett motorcykel-registrerat fordon eller midjebälte. Att bilregistrera betydde något högre registreringskostnader och i vissa fall begränsningar i förhållandet vikt (400kg)/hästkraft.
Det finns även trehjuliga motorcyklar som har två framhjul och ett bakhjul. Detta kräver en mer komplicerad upphängning av framhjulen, men fördelen är att motorcykeln kan luta i kurvorna. Exempel på olika varianter är Piaggio MP3.

## Körkortskrav
Eftersom triken är trehjulig kan den, oavsett om den är registrerad som bil eller mc, köras på A- eller B-kort.

## Hemmabyggda trikar
Hemmabyggda trikar är ofta uppbyggda kring en VW-motor och drivlina eller motorcykelmotorer (då oftast med V-twin-motor typ Harley-Davidson). Det finns även trikar byggda med V8-motorer även om inte det är så vanligt.
Om triken är baserad på en motorcykel byts bakswingen ut mot en swing anpassad för bakaxel, och vinkeln på styrhuvudet ändras för att få rätt försprång och körbarhet.

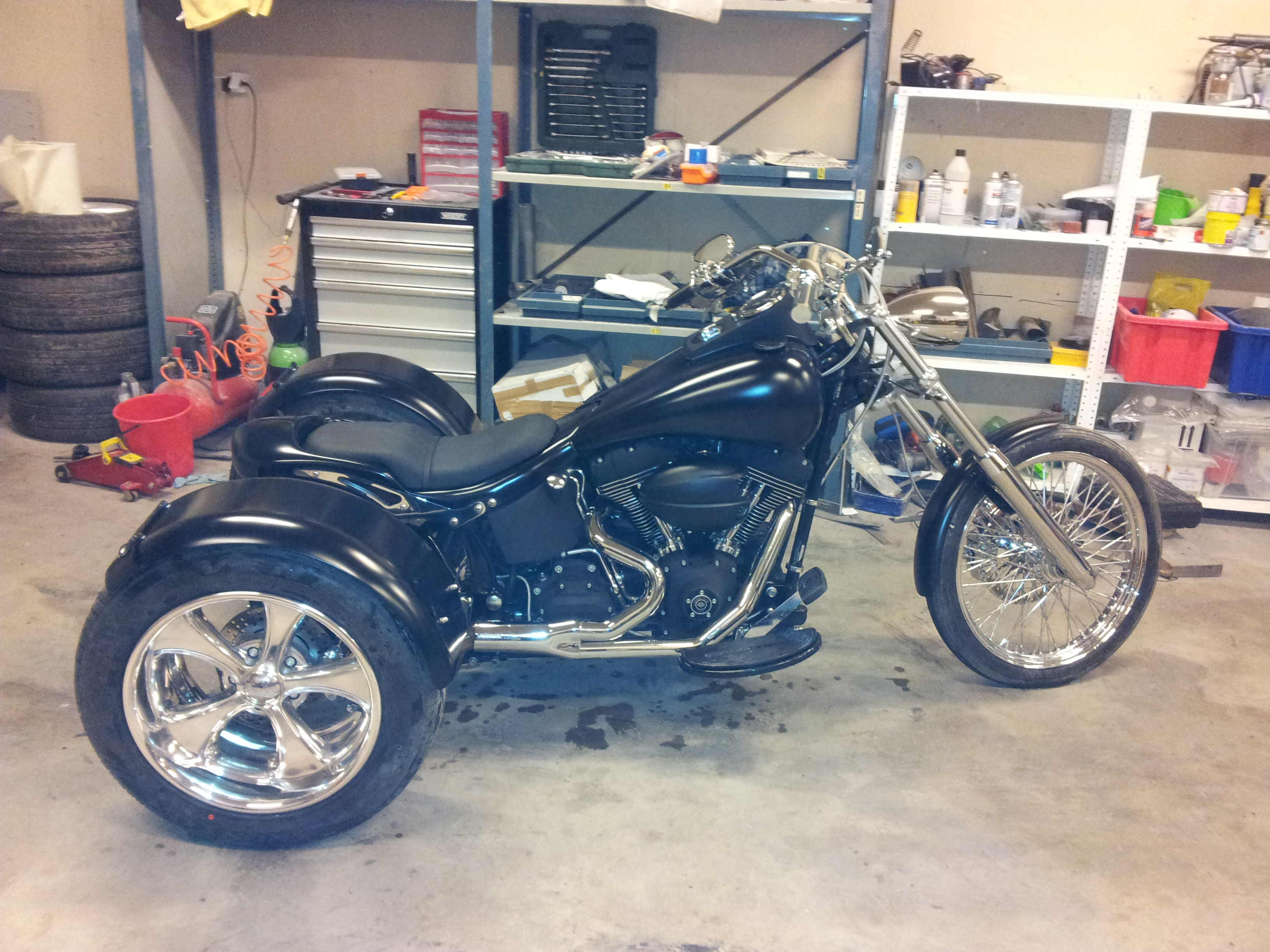
Hemmabyggd H-D trike.

## Föreningar
Föreningar som har motorcykeltrikar som hobby
- Trike-Drivers
- BTW-Sweden
- BTW-World